# Ludovik I., portugalski kralj
 Ovo je glavno značenje pojma Ludovik I., portugalski kralj. Za druga značenja pogledajte Ludovik I. (razdvojba).
Ludovik I. (portugalski Luís I) (31. listopada 1838. – 19. listopada 1889.), punim imenom Luís Filipe Maria Fernando Pedro de Alcântara António Miguel Rafael Gabriel Gonzaga Xavier Francisco de Assis João Augusto Júlio Valfando de Saxe-Coburgo-Gota e Bragança, kralj Portugala od 1861. do 1889. godine. Drugi je sin kraljice Marije II. i Ferdinanda II.
Ludovik se bavio pisanjem poezije, nije imao dara za bavljenjem politikom. Kraljem je postao nakon smrti svoga brata Petra V., koji je 1861. umro zbog epidemije kolere. Vladavinu Ludovika karakterizirala je serija promjena vlada, liberalnih te konzervativnih. 